# Nicolas Souchu
Nicolas Jean-Marie Souchu (ur. 25 lipca 1958 w Neuilly-sur-Seine) – francuski duchowny katolicki, biskup Aire i Dax od 2017.

## Życiorys

### Prezbiterat
Święcenia kapłańskie otrzymał 1 czerwca 1986 i został inkardynowany do diecezji Orleanu. Pracował głównie jako duszpasterz parafialny, był także m.in. pomocnikiem dyrektora centrum edukacyjnego oraz wikariuszem generalnym diecezji.

### Episkopat
28 listopada 2008 papież Benedykt XVI mianował go biskupem pomocniczym archidiecezji Rennes, ze stolicą tytularną Cataquas. Sakry biskupiej udzielił mu 18 stycznia 2009 metropolita Rennes - abp Pierre d’Ornellas.
15 listopada 2017 papież Franciszek mianował go biskupem diecezji Aire i Dax.